# Payin' the Dues
Payin' the Dues från 1997 är det andra albumet med den svenska rockgruppen The Hellacopters. 
Albumet nådde 19:e plats på den svenska albumlistan.

## Låtlista
1. "You Are Nothin'" - 2:39
2. "Like No Other Man" - 3:15
3. "Looking at Me" - 2:04
4. "Riot on the Rocks" - 1:23
5. "Hey!" - 3:21
6. "Soulseller" - 3:13
7. "Where the Action Is" - 2:41
8. "Twist Action" - 2:04
9. "Colapso Nervioso" - 4:04
10. "Psyched Out & Furious" - 4:14

På vinylutgåvan ingår även Sonic's Rendezvous Band-covern "City Slang" som spår nummer 6.

## Medlemmar
- Nicke Hellacopter: gitarr, sång, producent
- Dregen Hellacopter: gitarr, producent
- Kenny Hellacopter: bas, producent
- Robert Hellacopter: trummor, producent
- Boba Fett: piano

## Andra medverkande
- Tomas Skogsberg: producent
- Andrew Shit: gitarr, producent